# Strawberry Cake
Strawberry Cake es el quinto álbum en vivo del cantante country Johnny Cash lanzado en 1976. En el CD Cash cuenta la historia de cada una de sus canciones y la historia de Estados Unidos, este CD es uno de los precursores de la serie VH1 Storytellers en la cual Cash grabaría con Willie Nelson en el CD VH1 Storytellers: Johnny Cash & Willie Nelson. Este álbum incluye canciones más conocidas de Cash como "Big River", "I Still Miss Someone" y "Rock Island Line" más las canciones nuevas y diferentes a lo que se suele escuchar de Cash como "The Church in the Wildwood", "Lonesome Valley", "Strawberry Cake" y "Navajo" todas estas fueron cantadas por primera vez.

Al CD no le fue bien y a su sencillo publicitario tampoco le fue muy bien (llegando al #54).

El concierto del cual due grabado este CD fue en el London Paladium, cuando June Carter-Cash empezaba a cantar "The Church in the Wildwood" le avisó a todos los fanes sobre una notificación sobre un atentado y por lo tanto se tuvo que evacuar a toda la gente.

## Canciones
1. Big River – 3:07
(Cash)
2. Diálogo – 0:39
3. Doin' My Time – 2:28
(Jimmie Skinner)
4. Diálogo – 0:23
5. I Still Miss Someone – 2:55
(Cash)
6. Diálogo – 0:43
7. I Got Stripes – 2:19
(Cash y Charlie Williams)
8. Diálogo – 0:45
9. Diálogo – 0:38
10. The Church in the Wildwood / Lonesome Valley – 3:03
(A. P. Carter/A. P. Carter)
11. Diálogo – 1:18
12. Strawberry Cake – 3:06
(Cash)
13. Diálogo – 0:44
14. Rock Island Line – 3:25
(Leadbelly)
15. Navajo – 2:59
(Cash)
16. Diálogo – 1:09
17. Destination Victoria Station – 2:48
(Cash)
18. The Fourth Man – 2:34
(Arthur "Guitar Boogie" Smith)

## Posición en listas
Álbum - Billboard (América del Norte)
| Año  | Tabla           | Posición |
| ---- | --------------- | -------- |
| 1976 | Álbumes Country | 33       |

Canciones - Billboard (América del Norte)
| Año  | Canción           | Tabla             | Posición |
| ---- | ----------------- | ----------------- | -------- |
| 1976 | "Strawberry Cake" | Canciones Country | 54       |